# Durante Duranti
Durante Duranti (Palazzolo, 5 de outubro de 1507 - Bréscia, 24 de dezembro de 1558) foi um cardeal do século XVII.

## Biografia
Nasceu em Palazzolo em 5 de outubro de 1507. De uma família ilustre.
Estudou jurisprudência em Brescia.
Clérigo de Bréscia. Foi para Roma e tornou-se camareiro particular do Papa Paulo III. Vigário do Cardeal Alessandro Farnese, Jr., na abadia de S. Michele de Coniolo, 1535. Prefeito da Câmara Papal durante o pontificado do Papa Paulo III.
Eleito bispo de Alghero, Sardenha, 25 de junho de 1538. Consagrada em 12 de março de 1540, capela do Cardeal Juan Pardo de Tavera, Roma, pelo Cardeal Juan Pardo de Tavera, arcebispo de Toledo, assistido por Fabio Colonna, bispo de Aversa, e por Alfonso Oliva, OSA, bispo de Bovino, sacristão papal . Transferido para a Sé de Cassano em 18 de fevereiro de 1541
Criado cardeal sacerdote no consistório de 19 de dezembro de 1544; recebeu o chapéu vermelho e o título de Ss. XII Apostoli, 9 de janeiro de 1545. Nomeado legado em Camerino, Spoleto e Úmbria, 19 de outubro de 1545. Participou do conclave de 1549-1550, que elegeu o Papa Júlio III. Transferido para a sé de Bréscia, em 18 de fevereiro de 1551. Participou do conclave de abril de 1555, que elegeu o Papa Marcelo II. Participou do conclave de maio de 1555, que elegeu o Papa Paulo IV.
Morreu em Bréscia em 24 de dezembro de 1558. Enterrado na catedral de Bréscia